# Giladeus
Giladeus – rodzaj błonkówek z rodziny Pergidae.

## Taksonomia
Rodzaj ten został opisany w 1919 roku przez Juana Brèthesa jako monotypowy. W 1990 roku David Smith opisał dwa kolejne gatunki. Gatunkiem typowym jest Giladeus gastricus.

## Zasięg występowania
Przedstawiciele tego rodzaju występują w Argentynie oraz w Chile.

## Systematyka
Do  Giladeus zaliczane są 3 gatunki:
- Giladeus gastricus
- Giladeus penai
- Giladeus tuxius